# Avella
Avella es uno de los 119 municipios o comunas («comune» en italiano) de la provincia de Avellino, en la región de Campania. Con cerca de 7.785 habitantes, según censo de 2005, se extiende por una área de 30,38 km², teniendo una densidad de población de 256.25 hab/km². Hace frontera con los municipios de Baiano, Casamarciano, Cervinara, Pannarano, Roccarainola, Rotondi, San Martino Valle Caudina, Sirignano, Sperone, Tufino, y Visciano
De este municipio italiano se deriva la palabra «avellana» del latín «nux abellana».

## Demografía
| Gráfica de evolución demográfica de Avella entre 1861 y 2001 |
|                                                              |
| Fuente ISTAT - elaboración gráfica de Wikipedia              |